# 三浦懋
三浦 懋（みうら つとむ、1899年11月26日 - 1993年5月1日）は、日本の経営者。島津製作所社長、会長を務めた。奈良県出身。

## 経歴・人物
1923年に東京商科大学を卒業し、三菱銀行に入行。京都支店長、大阪支店長、取締役を経て、1956年5月に常務に就任した。
1959年11月に島津製作所に移り、専務に就任。副社長を経て、1965年5月から1971年5月までに社長を務め、1971年5月から会長に就任し、1981年6月から相談役に就任した。
京都商工会議所顧問も務めた。
1970年に勲三等旭日中綬章を受章し、1976年に勲二等瑞宝章を受章した。
1993年5月1日肺炎のために死去。93歳没。